# Pleurodira
Pleurodira је један од два савремена подреда корњача. Подела корњача на подредове представља веома дубоку еволуциону поделу између две различите групе корњача. Физичке разлике међу њима, анатомске и претежно унутрашње, ипак су врло значајне, а зоогеографске последице истих су огромне. Група Pleurodira је познатија као корњаче са бочно савијеним вратом, а њихово име се и дословно преводи као бочни врат.  Карактерише их начин на који увлаче главу у свој оклоп: врат се савија хоризонтално (бочно), увлачећи главу у простор испред једне од предњих ногу. 
Савремене корњаче овог подреда су ареалом ограничене на слатководна станишта Јужне хемисфере.   

## Класификација
Подред обухвата 3 савремене и 4 изумрле фамилије. По неким ауторима, фамилија Podocnemididae је део фамилије Pelomedusidae.
- Podocnemididae
- Chelidae
- † Dortokidae
- † Eusarkiidae
- † Propleuridae
- † Bothremydidae
- Pelomedusidae